# Kylo Ren
Ben Solo
 (février 2019).
Si vous disposez d'ouvrages ou d'articles de référence ou si vous connaissez des sites web de qualité traitant du thème abordé ici, merci de compléter l'article en donnant les références utiles à sa vérifiabilité et en les liant à la section « Notes et références ».
Personnage de fiction apparaissant dans
Star Wars.
Ben Solo, alias Kylo Ren, est un personnage de fiction de l'univers de Star Wars, apparu pour la première fois dans le film Le Réveil de la Force, premier épisode de la troisième trilogie. Il y fait office de principal antagoniste en tant que leader des Chevaliers de Ren, puis Suprême leader du Premier Ordre, statut qui fait de lui le successeur de Dark Vador, méchant emblématique de la trilogie originale — qui n'est autre que son grand-père.
Fils de Leia Organa et de Han Solo, Ben a initialement reçu la formation de Luke Skywalker pour devenir un Jedi. Toutefois, il est passé du côté obscur de la Force, et s'est mis au service du Premier Ordre et de son suprême leader, Snoke. Il assassine son père dans Le Réveil de la Force, ce qui constitue un fait marquant de ce film. Puis dans l'épisode suivant, Les Derniers Jedi, il exécute également son maître Snoke et prend sa place comme suprême leader du Premier Ordre. Dans L'Ascension de Skywalker, il connait la rédemption, notamment à travers sa connexion avec sa mère Leia et l'apparition du fantôme de son père Han Solo qui le refont basculer du bon côté de la Force tandis que Leia meurt. Il se rend sur la planète Exegol pour apporter son aide à Rey, dans son combat avec l'empereur Palpatine qui n'est autre que le grand-père de celle-ci. Rey le vainc, mais la force de son action la tue. Celui qui est redevenu Ben Solo lui transmet alors toute son énergie pour la ramener à la vie, puis meurt et disparait dans la Force. 
Kylo Ren est interprété dans la dernière trilogie par l'acteur américain Adam Driver.

## Concept et création
Du fait du rachat de Lucasfilm par The Walt Disney Company, le scénario du Réveil de la Force a été écrit par Lawrence Kasdan, J. J. Abrams et Michael Arndt, sans intervention directe du créateur de la saga Star Wars, George Lucas. Selon J. J. Abrams, le réalisateur de l'épisode VII, Kylo Ren a été initialement conçu comme le visage du Premier Ordre, représentant l'admiration de cette organisation pour Dark Vador et l'Empire galactique. Le réalisateur dit s'être inspiré de la théorie Odessa — idée selon laquelle des officiers SS auraient fui vers l'Argentine à la suite de la Seconde Guerre mondiale — pour créer le Premier Ordre.
Dans une entrevue avec le Time, le costumier du Réveil de la Force, Michael Kaplan, dit que Kylo Ren a été le personnage le plus difficile à concevoir du film ; J. J. Abrams voulant pour ce personnage une allure qui marquerait les enfants. Après de nombreux essais pour avoir le feu vert du réalisateur, le design actuel a été choisi, grâce, entre autres, à la visière argentée et réfléchissante de son masque.

## Histoire

### AvantLe Réveil de la Force
Ben Solo, fils de Han Solo et de Leia Organa,  Son prénom était le surnom du défunt Maître Jedi Obi-Wan Kenobi qui s'appela ainsi lors de son exil sur Tatooine après la chute de l'Ordre Jedi. Il fut dans son enfance l'élève de Luke Skywalker pour devenir Jedi. Luke Skywalker voit la puissance de la Force dans son neveu et prend peur devant sa tentation du côté obscur. Une nuit, il envisage un instant de l'éliminer, avant de rapidement changer d'idée, honteux. Ben ensuite bascule et rejoint avec les élèves qui le suivent le côté obscur de la Force sous les ordres du suprême leader Snoke. Son « retournement » provoque l'exil du dernier Jedi en vie, Luke Skywalker, dans une région inexplorée de la Galaxie. Depuis, Ben Solo se fait appeler Kylo Ren après avoir tué et pris la place du précédent chef des Chevaliers de Ren.

### ÉpisodeVII:Le Réveil de la Force(2015)

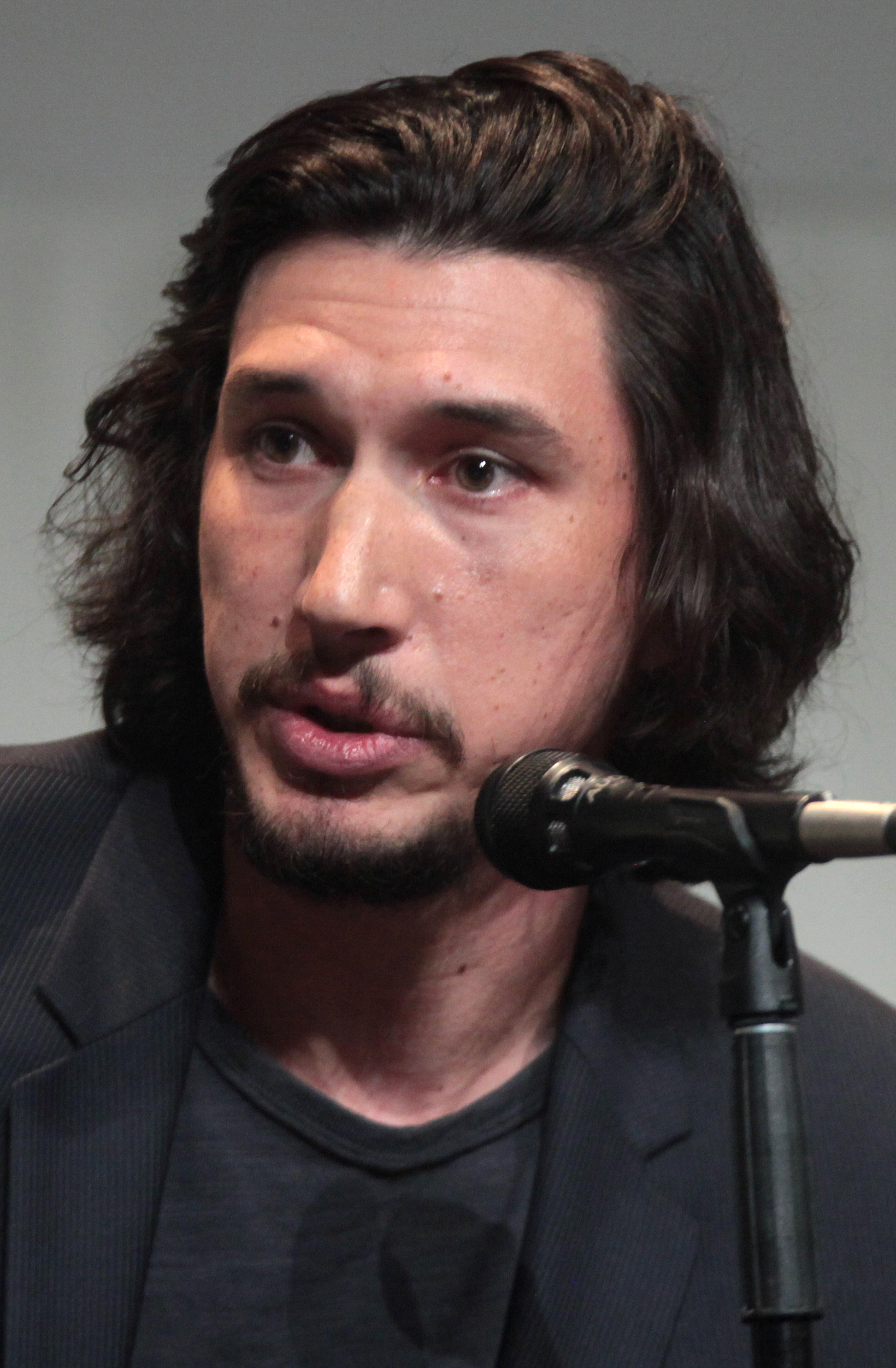
Adam Driver au Comic-Con 2015.

Dans Le Réveil de la Force, Kylo Ren commande les Stormtroopers du Premier Ordre. Lors d'une mission sur la planète Jakku, il ordonne notamment le massacre d'un village. Il y capture Poe Dameron, qui possède un fragment de carte permettant de retrouver Luke, face à qui il utilise la Force pour apprendre qu'il a caché cette carte dans son droïde BB-8. Alors que Poe Dameron parvient ensuite à s'échapper avec l'aide d'un stormtrooper qui a refusé de faire feu sur les villageois et que Poe baptise Finn, Kylo Ren s'entretient avec Snoke (représenté par un hologramme géant) qui l'avertit de l'influence que peut encore avoir sur lui son père Han Solo. Il lui répond qu'il ne faillira pas. Il cherche aussi le « réconfort » devant le masque carbonisé de son grand-père, Dark Vador. 
Il regarde de son vaisseau la base Starkiller tirer sur la planète Hosnian Prime détruisant la Nouvelle République et tuant leurs leaders, alliés de la Résistance. Plus tard, sur la planète-arme Starkiller, il interroge la jeune Rey qu'il a capturée sur la planète Takodana. Il retire son masque afin qu'elle voie son visage. Il utilise la Force pour lui soutirer des informations mais cette dernière résiste à ses pouvoirs psychiques, prend conscience des siens et les utilise sur lui. Elle parvient ensuite à s'échapper en obligeant par manipulation mentale un stormtrooper à la libérer. Kylo Ren constate les faits et entre dans une terrible colère. Il s'en va expliquer à Snoke que la Force est puissante autour de la jeune femme. Il rencontre ensuite son père, Han Solo, venu avec Finn et Chewbacca s'infiltrer sur la base et qui ont retrouvé Rey. Sous leurs yeux, au milieu d'une passerelle, Han tente de le ramener vers le bon côté de la Force. Hésitant encore entre le Côté Obscur et la Lumière, Kylo Ren tend son sabre laser à son père, mais au moment où ce dernier va s'en saisir, il raffermit sa prise et l'assassine en le transperçant avec son arme.
Kylo Ren, gravement blessé par Chewbacca et déstabilisé par le meurtre de son père, affronte ensuite Finn, muni du sabre-laser d'Anakin Skywalker (celui de l'épisode III, que Luke avait ensuite perdu sur Bespin dans l'épisode V) dans une forêt enneigée et le met rapidement hors de combat sous les yeux de Rey. Finn lâche le sabre, qui retombe à plusieurs mètres d'eux dans la neige et Ren utilise la Force pour tenter de s'en saisir, celui-ci ayant appartenu à son oncle, mais avant lui, surtout, à son grand-père. Finalement la jeune héroïne, qui vient de découvrir ses pouvoirs, utilise elle aussi la Force et parvient à s'emparer de l'arme. S'ensuit un combat où Rey prend le dessus sur Kylo Ren, grâce à la Force. Elle le blesse sévèrement au visage malgré son inexpérience au moment où le sol de la planète détruite par la Résistance s'ouvre sous leurs pieds. Rey est récupérée in extremis par Chewbacca aux commandes du Faucon Millenium. Dans le même temps, le suprême leader Snoke demande au général Hux de récupérer Kylo Ren et de le ramener à lui pour achever sa formation au côté obscur.

### ÉpisodeVIII:Les Derniers Jedi(2017)
Depuis la défaite de Kylo Ren face à Rey, les relations entre Snoke et Ren sont tendues, Snoke se demandant s'il ne l'a pas surestimé, croyant qu'il serait un nouveau Vador. Il qualifie Ren d'enfant médiocre indigne du côté obscur. Il critique aussi le trouble qui hante Ren depuis qu'il assassiné son père Han Solo. Ren prend très mal ses commentaires, étant donné tous les sacrifices qu'il a faits pour Snoke, et de rage contre lui-même, brise son masque.
Lorsque la flotte du Premier Ordre attaque celle de la Résistance qui évacue sa base, Ren, à bord d'un chasseur, a des scrupules et renonce à détruire le croiseur où il ressent la présence de sa mère, Leia Organa. Ce déchirement le rend de plus en plus agressif.
Par la suite, Ren commence à entrer en contact par télépathie avec Rey qui est sur la planète Ahch-To avec Luke Skywalker. Dans un premier temps, tous deux subissent difficilement ce lien mais finalement les deux jeunes gens se rapprochent et se confient l'un à l'autre. Kylo lui apprend le rôle de Luke dans son basculement vers le côté obscur et Rey lui confesse le manque dans sa vie laissé par l'absence de ses parents. Lors d'un contact de leurs mains, Kylo et Rey ont une vision sur leurs avenirs respectifs. Rey voit Kylo se détourner de Snoke alors que Kylo Ren voit la jeune femme le rejoindre dans le côté obscur. Il ignore que c'est son maître Snoke qui a créé le lien psychique pour rapprocher les deux jeunes gens et attirer Rey. Cette dernière décide d'écourter sa formation auprès de Luke pour rejoindre Ben, en qui elle place ses nouveaux espoirs.
Rey se laisse capturer par le Premier Ordre pour approcher Ben. Conduite dans le vaisseau-amiral, elle se retrouve dans la salle du trône où Snoke la met à l'épreuve pour évaluer sa force devant Ren. En les écoutant parler, Ren réalise à quel point son maître, pour qui il a tout quitté, le méprise et le manipule, comme lui avait dit Han Solo. Et lorsque ce dernier lui demande d'abattre Rey, Kylo décide finalement de tuer Snoke en le tranchant en deux avec le sabre d'Anakin, posé sur l'accoudoir du trône de celui-ci. Par la suite, les deux personnages combattent la garde de Snoke. Rey voit dans ce geste la preuve que Ren revient du bon côté mais elle déchante très vite : en réalité Ren a tué Snoke pour le supplanter, détruire les derniers vestiges de l'Empire et de la République et construire à son profit un tout nouvel ordre ; il propose alors à Rey de le rejoindre. Ce dernier évoque la véritable parenté de la jeune fille, qui serait née de simples ferrailleurs alcooliques. Il affirme ainsi qu'elle représente pour lui une grande valeur. Rey ne cède pas et un duel de Force s'engage finalement entre les deux personnages pour la possession du sabre laser emblématique de la famille Skywalker, au cours duquel ce dernier est brisé en deux. Rey s'échappe en emportant les morceaux du sabre d'Anakin et en laissant Kylo Ren inconscient au sol. Quand il reprend connaissance en présence du général Hux, il lui annonce d'abord que Rey a tué Snoke, puis lui signifie brutalement qu'il est désormais le Suprême Leader. 
Rey parvient à rejoindre le reste de la Résistance installé dans une base creusée dans une montagne de la planète Craitt. Elle s'engage dans la bataille à bord du Faucon Millenium avec Chewbacca, et détruit de nombreux Chasseur TIE. Kylo et ses troupes, à bord de TB-TT, marche droit sur l'ancienne base rebelle lorsque Luke rejoint la Résistance et se place devant l'entrée de la base pour défier en duel Ren qui accepte de l'affronter. En réalité, Luke cherche juste à gagner du temps pour que les rebelles puissent fuir par la sortie arrière de la base. Luke confie à son neveu qu'il sait que c'est de sa faute s'il est passé du côté obscur et qu'il en est désolé. Il lui dit également que contrairement à ce qu'il croit, il n'est pas le dernier Jedi. Luke range alors son sabre laser et annonce à Kylo Ren que, si ce dernier le tue, il le hantera, comme Han le hante encore. Ren s'avance et l'exécute, mais découvre que le Luke en face de lui n'est qu'une illusion, le vrai Luke est resté sur Ahch-To et utilisait ses pouvoirs pour créer visuellement un faux Luke pour retenir Ren. Lorsque Ren et ses hommes investissent la base, les rebelles ont déjà fui. Kylo et Rey se voient une dernière fois par télépathie lorsqu'elle embarque à bord du Faucon. Kylo Ren est vu une dernière fois dans la base rebelle tout puissant mais abattu.

### Épisode IX:L'Ascension de Skywalker(2019)
Après avoir retrouvé Palpatine sur Exegol, Kylo Ren est décidé à retrouver la pilleuse d’épave avec une mise en garde de l’Empereur : « elle n’est pas celle que tu crois ». 
Les deux se retrouvent dans le désert, et, à la suite de l’enlèvement de Chewbacca par des stormtroopers, Ren et Rey se disputent un vaisseau à l’aide de la Force : c’est lors de ce combat que Rey réalise l’ampleur de ses pouvoirs et qu'elle utilise un pouvoir Sith, le lancer d'éclair, dans sa haine. 
Lors de la mission de sauvetage de Chewbacca, Rey se rend dans les appartements de Ren, et les deux se connectent par la Force. Kylo la rejoint dans le vaisseau, lui annonce la vérité sur sa famille et lui révèle la cause de leur connexion : elle est la petite-fille de Palpatine ; Rey et Kylo sont une Dyade dans la Force, un lien qui unit deux êtres pour former une seule entité. Il lui tend à nouveau la main, Rey la refuse et s'enfuit.  
Ils se retrouvent dans les décombres de l’Etoile de la mort, où Ren détruit le 2eme traceur Sith (moyen de se rendre sur Exegol) et lui annonce que si elle veut se rendre sur Exegol, ce sera avec lui. Les deux s’affrontent dans un duel au sabre, et, lorsque Ren s’apprête à donner le coup de grâce à Rey, Sa mère, Leia, le contacte à travers la Force. Au même moment, Rey le blesse gravement avec son propre sabre, alors que Leia rend son dernier soupir, Kylo et Rey ressentent ce tragique événement à travers la Force. Dans un élan de culpabilité, Rey le sauve et s’enfuit, précisant qu’elle voulait prendre la main de Ben Solo, et non de Kylo Ren. Seul dans les décombres, Ben est face au souvenir de son père ; il jette son sabre laser à l’eau : Kylo Ren est mort.
Rey se rend, avec le X-Wing de Luke Skywalker, sur Exegol, ayant pour but de tuer Palpatine. Ben ressent sa présence et la rejoint. Palpatine exploite alors le pouvoir incommensurable de leur Dyade pour restaurer sa puissance. Les deux semblent morts mais Ben se relève, et Palpatine le projette dans le vide, se vengeant de Vador qui lui avait fait subir le même sort. Rey affronte une dernière fois Palpatine et réussit à le vaincre grâce à tous les jedi du passé qui lui offrent leur pouvoir. Ce combat lui est fatal. Ben ayant réussi à survivre à sa chute, rejoint Rey et la regarde, impuissant. Il décide alors de la soigner de la même manière que Rey l’avait fait pour lui avec le peu de force vitale qu’il lui reste. Rey se réveille, ils s’embrassent et Ben sourit pour la première fois depuis des années avant de mourir à cause de son sacrifice. Il disparaît dans la Force comme Obi-Wan, Yoda et Luke bien que son fantôme ne soit aperçu à aucun moment après sa mort.

## Équipement
Kylo Ren porte une tunique et une cape noire, arborant également un masque noir et chromé. Ce masque le rapproche de son modèle qui n'est autre que son grand-père, Dark Vador. Il le possède toujours dans l'épisode VIII après sa défaite contre Rey sur la base Starkiller, mais il abandonnera son masque en le détruisant à cause des railleries de Snoke qui voit dans ce masque un costume d'enfant. Cependant, il le reforge dans l'épisode IX après avoir rencontré Palpatine pour affirmer sa position de Maître des Chevaliers de Ren et de Suprême Leader du Premier Ordre. Le casque, venant tout juste d'être réparé, est alors couvert de fissures rouges intimidantes. 
Son étrange sabre laser rouge à quillons est une nouvelle création moderne d'un style antique. Son cristal Kyber, étant fissuré et pouvant à peine contenir l’énergie qui le parcourt, deux lames perpendiculaires (les quillons) évacuent la puissance en surplus, équilibrant ainsi l'arme. On apprend dans le flashback avec Luke Skywalker dans l'épisode VIII qu'il possédait auparavant un sabre laser à lame bleue.